# 펠릭스 항공
펠릭스 항공(영어: Felix Airways)은 예멘의 항공사로 2008년에 설립되어 사나에 본사를 두고 있으며 사나 국제공항을 거점으로 운항하고 있다.

## 같이 보기
- 예멘의 항공사 목록